# BET Award para Melhor Atriz
O BET Award para Melhor Atriz (do original em inglês, BET Award for Best Actress) é uma das atuais categorias do BET Awards, premiação estabelecida em 2001 para reconhecer destaques do mercado fonográfico e de entretenimento afro-americano. Esta categoria foi iniciada junto com a premiação em 2001 e destina-se a reconhecer performances de atrizes afro-americanas que obtiveram destaque crítico em cinema ou televisão durante o ano anterior à cada edição específica. 
A atriz Sanaa Lathan foi a primeira vencedora da categoria em seu ano de estreia por sua performance no drama Love & Basketball, sendo indicada novamente em 2003 e 2004. No ano seguinte, Halle Berry foi vencedora da categoria pela primeira de outras duas vezes (2004 e 2008) por sua performance em Monster's Ball. Premiada pela primeira vez por sua performance em Hustle & Flow em 2006, a atriz Taraji P. Henson é a maior vencedora e o nome mais frequente da categoria, totalizando 6 vitórias e 11 indicações; sendo a mais recente delas por sua atuação na série televisiva Empire em 2019. Por sua vez, Angela Bassett possui a marca de 11 indicações sem alcançar nenhuma vitória sequer, sendo também uma das duas atrizes mais indicadas ao prêmio. Após duas indicações em 2020 e 2021, respectivamente, Zendaya tornou-se a atriz mais jovem a vencer o prêmio por sua atuação na série televisiva Euphoria e no filme de aventura Spider-Man: No Way Home.

## Vencedores e indicados
| Ano  | Vencedoras       | Obra                                   | Indicadas | Ref.  |
| ---- | ---------------- | -------------------------------------- | --- | ----- |
| 2001 | Sanaa Lathan     | Love & Basketball                      | - Aaliyah – Romeo Must Die - Angela Bassett – Boesman and Lena - Regina King – Down to Earth |       |

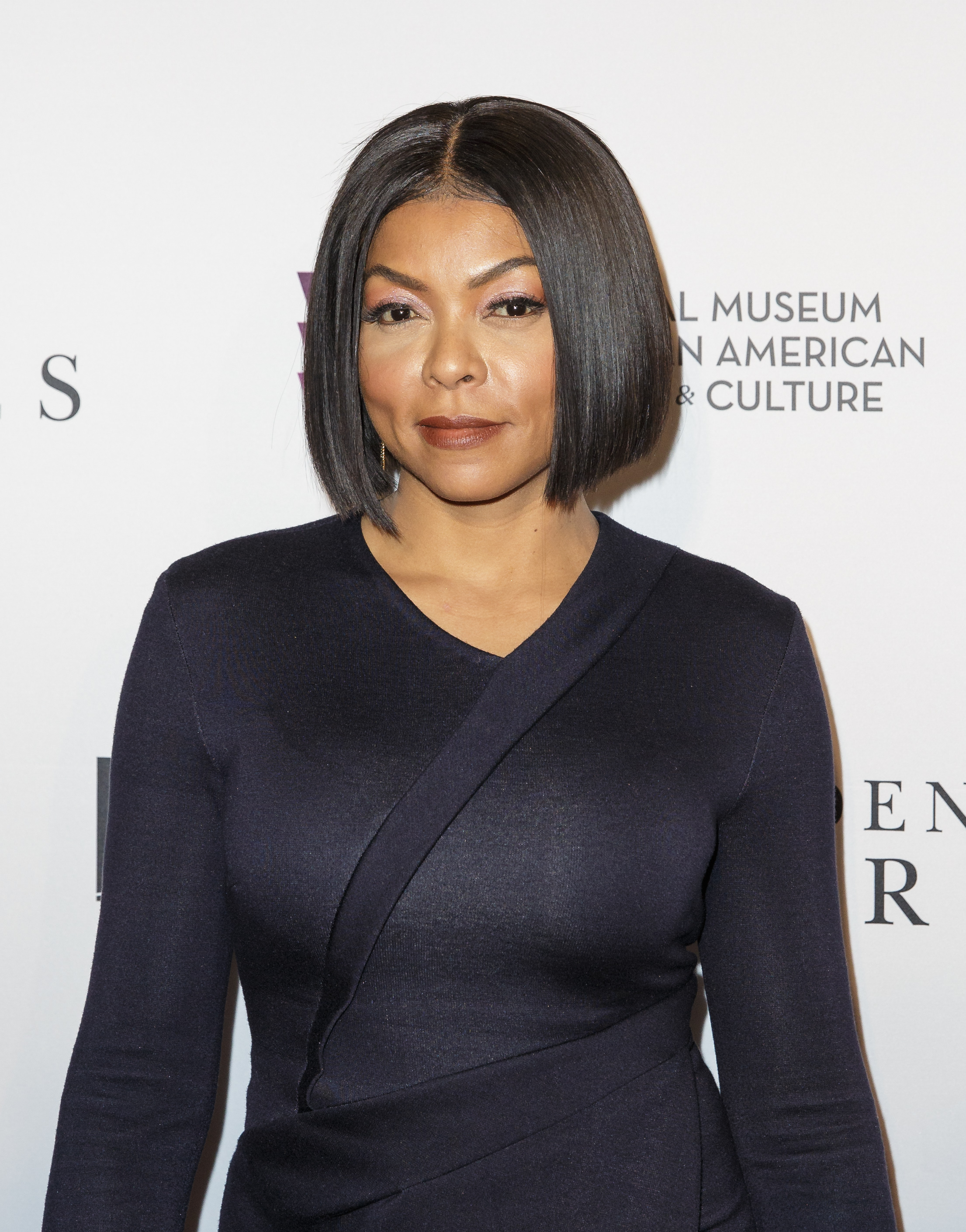
Taraji P. Henson possui 11 indicações e 6 vitórias, sendo a artista mais premiada da categoria.

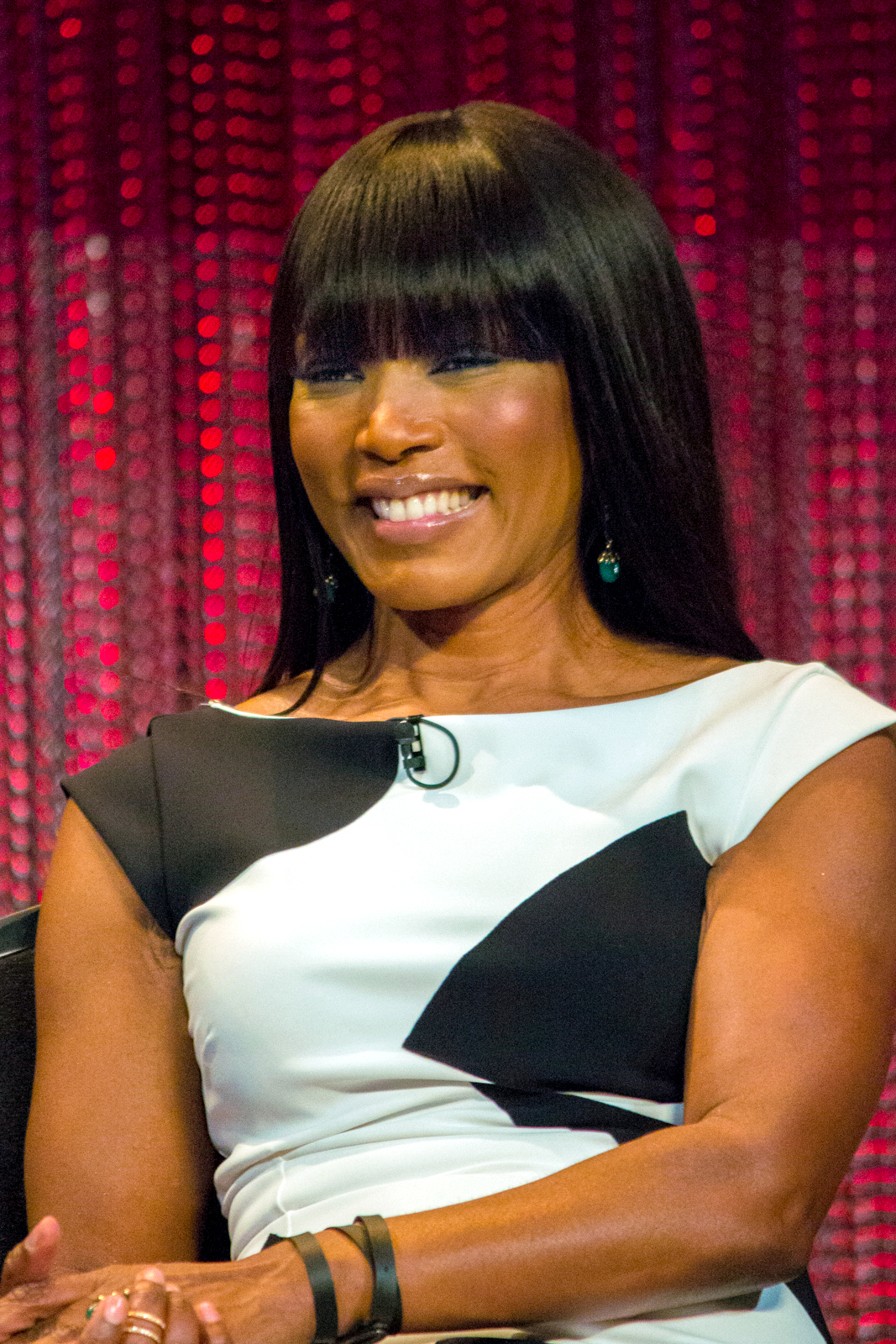
Angela Bassett possui 11 indicações sem nenhuma vitória, sendo a mais recente por Damsel em 2024.

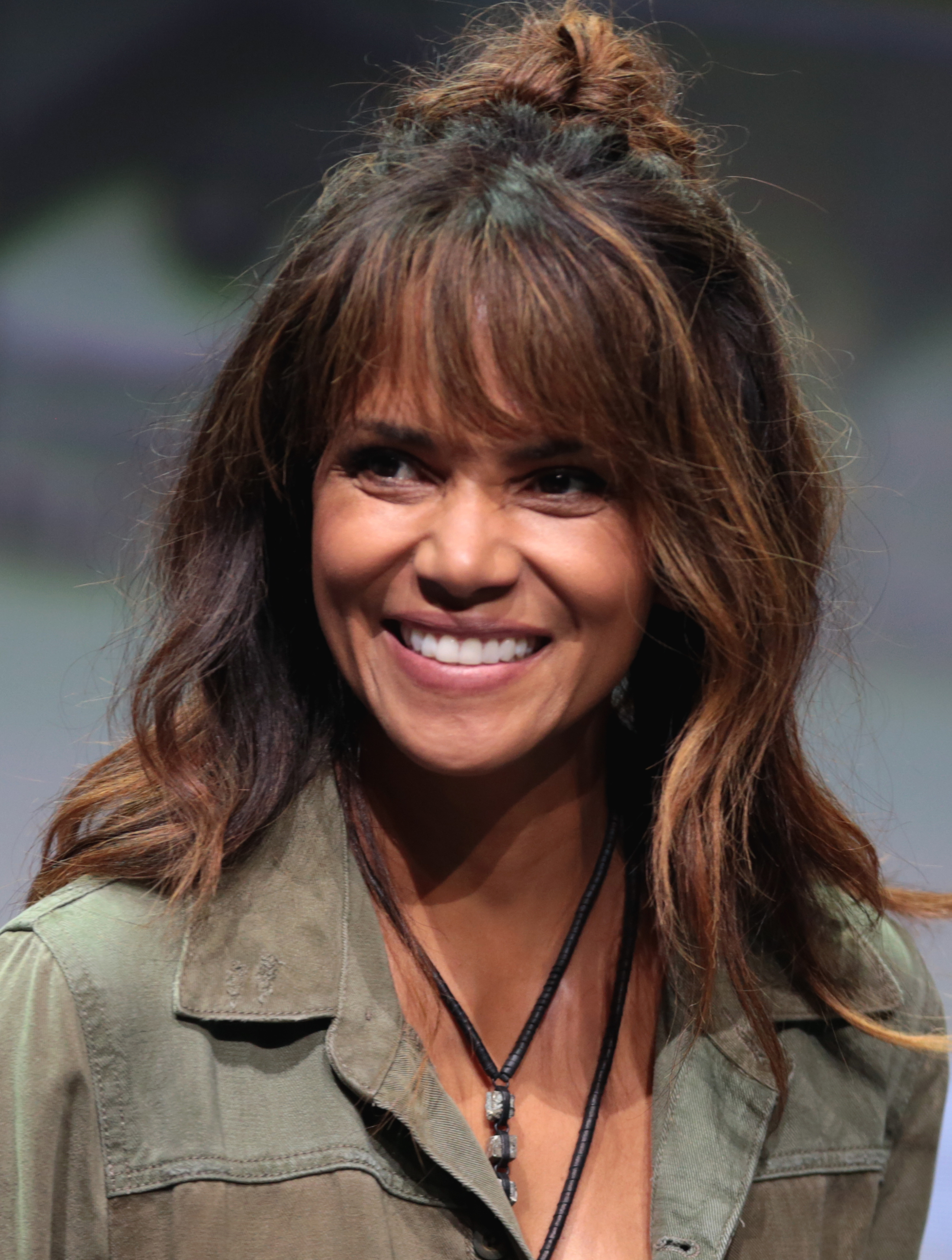
Vencedora em 2002, 2004 e 2008, Halle Berry totaliza 7 indicações na categoria.

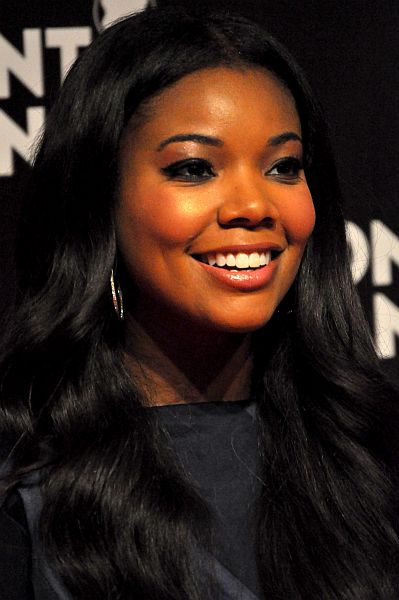
Gabrielle Union acumula 8 indicações sem vitória na categoria, sendo a mais recente em 2017 por Being Mary Jane.

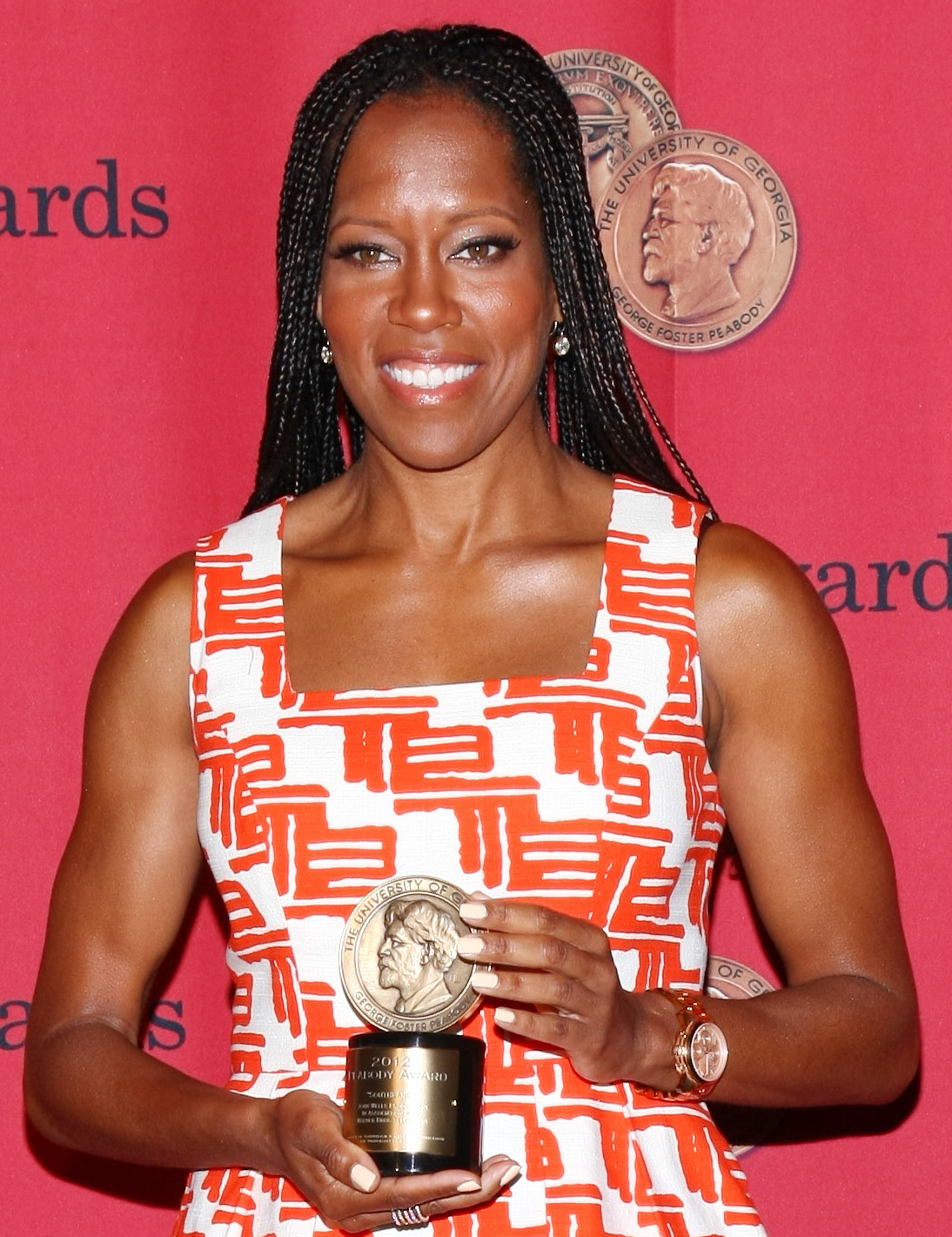
Vencedora em 2024 por Shirley, Regina King também venceu a categoria em 2005 e 2019 e foi indicada em outras 6 edições.

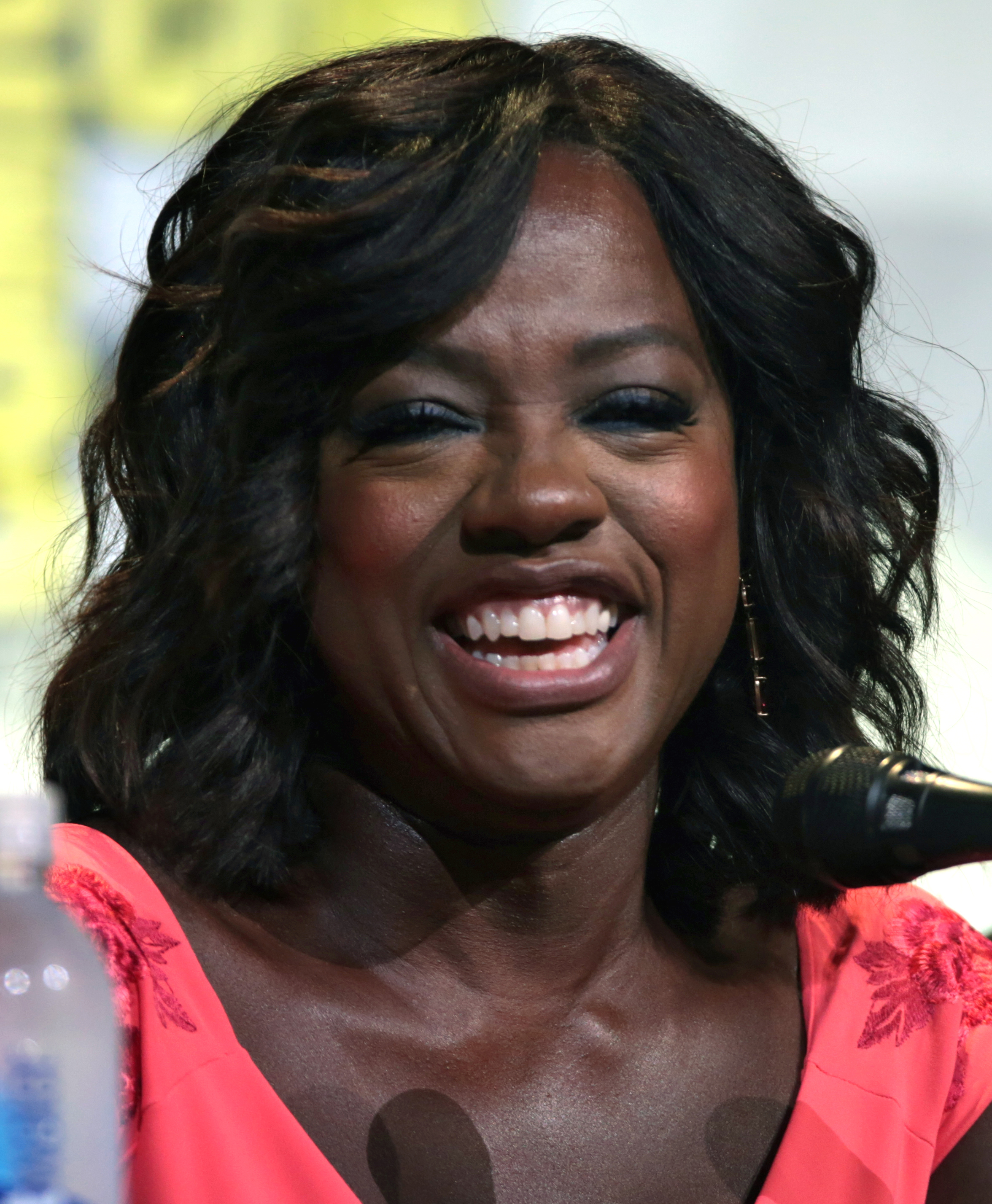
Viola Davis possui 6 indicações na categoria e 1 vitória por sua atuação em The Help.

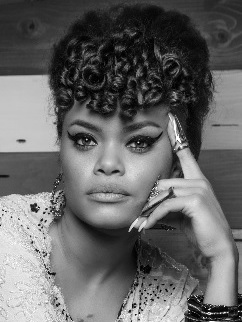
Andra Day, vencedora da categoria em 2021 por The United States vs. Billie Holiday.

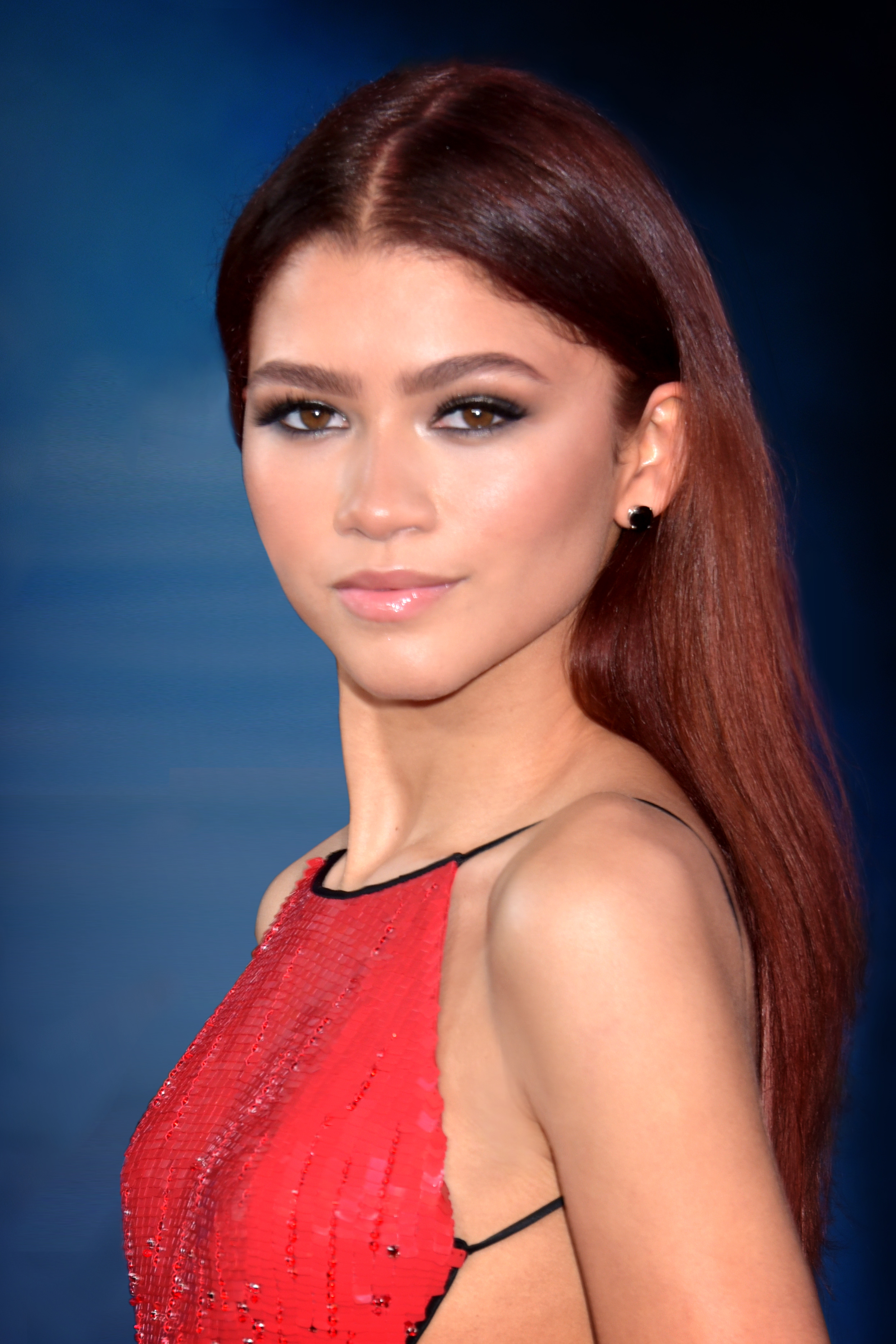
Zendaya, vencedora da categoria em 2022 por Spider-Man: No Way Home.

| 2002 | Halle Berry      | Monster's Ball                         | - Aaliyah – Queen of the Damned - Angela Bassett – The Rosa Parks Story and The Score - Vivica A. Fox – Boat Trip - Jada Pinkett Smith – Ali |       |
| 2003 | Queen Latifah    | Chicago                                | - Halle Berry – Die Another Day - Sanaa Lathan – Brown Sugar - Nicole Ari Parker – Brown Sugar - Gabrielle Union – Cradle 2 the Grave |       |
| 2004 | Halle Berry      | X2                                     | - Beyoncé – The Fighting Temptations - Vivica A. Fox – Kill Bill Volume 1 - Sanaa Lathan – Out of Time - Gabrielle Union – Bad Boys II |       |
| 2005 | Regina King      | Miss Congeniality 2: Armed & Fabulous  | - Halle Berry – Catwoman - Kimberly Elise – The Manchurian Candidate - Queen Latifah – Beauty Shop - Gabrielle Union – Something The Lord Made |       |
| 2006 | Taraji P. Henson | Hustle & Flow                          | - Tichina Arnold – Everybody Hates Chris - Queen Latifah – Last Holiday - Thandie Newton – Crash - Alfre Woodard – Desperate Housewives |       |
| 2007 | Jennifer Hudson  | Dreamgirls                             | - Tichina Arnold – Everybody Hates Chris - Angela Bassett – Akeelah and the Bee - Kerry Washington – The Last King of Scotland - Chandra Wilson – Grey's Anatomy                                                                                          |       |
| 2008 | Halle Berry      | Perfect Stranger                       | - Angela Bassett – Meet the Browns - Queen Latifah – Hairspray - Jill Scott – Why Did I Get Married - Chandra Wilson – Grey's Anatomy |       |
| 2009 | Taraji P. Henson | The Curious Case of Benjamin Button    | - Beyoncé – Cadillac Records e Obsessed - Angela Bassett – ER e Notorious - Rosario Dawson – Eagle Eye e Seven Pounds - Jennifer Hudson – The Secret Life of Bees                                                                                         |       |
| 2010 | Mo'Nique         | Precious                               | - Taraji P. Henson – Date Night - Regina King – Southland - Zoë Saldaña – Avatar e Star Trek - Gabourey Sidibe – Precious |       |
| 2011 | Taraji P. Henson | Taken from Me: The Tiffany Rubin Story | - Halle Berry – Frankie and Alice - Regina King – Southland - Zoe Saldana – Death at a Funeral - Kerry Washington – For Colored Girls |       |
| 2012 | Viola Davis      | Extremely Loud & Incredibly Close      | - Angela Bassett – Jumping the Broom - Taraji P. Henson – Person of Interest - Regina King – Southland - Zoe Saldana – Colombiana |       |
| 2013 | Kerry Washington | Django Unchained                       | - Angela Bassett – Betty and Coretta - Halle Berry – The Call - Taraji P. Henson – Person of Interest - Gabrielle Union – Think Like a Man |       |
| 2014 | Lupita Nyong'o   | 12 Years a Slave                       | - Angela Bassett – American Horror Story: Coven - Gabrielle Union – Being Mary Jane - Kerry Washington – Scandal - Oprah Winfrey – The Butler |       |
| 2015 | Taraji P. Henson | Empire                                 | - Viola Davis – How to Get Away with Murder - Tracee Ellis Ross – Black-ish - Gabrielle Union – Being Mary Jane - Kerry Washington – Scandal |       |
| 2016 | Taraji P. Henson | Empire                                 | - Viola Davis – How to Get Away with Murder - Tracee Ellis Ross – Black-ish - Gabrielle Union – Being Mary Jane - Kerry Washington – Scandal |       |
| 2017 | Taraji P. Henson | Hidden Figures                         | - Viola Davis – Fences - Janelle Monáe – Hidden Figures - Issa Rae – Insecure - Gabrielle Union – Being Mary Jane |       |
| 2018 | Tiffany Haddish  | Girls Trip                             | - Angela Bassett – Black Panther - Issa Rae – Insecure - Taraji P. Henson – Empire - Lupita Nyong'o – Black Panther - Letitia Wright – Black Panther |       |
| 2019 | Regina King      | If Beale Street Could Talk             | - Issa Rae – Insecure - Regina Hall – The Hate U Give - Taraji P. Henson – Empire - Tiffany Haddish – The Last O.G. - Viola Davis – How to Get Away with Murder                                                                                           |       |
| 2020 | Issa Rae         | Insecure                               | - Angela Bassett – 9-1-1 - Cynthia Erivo – Harriet - Regina King – Watchmen - Tracee Ellis Ross – black-ish - Zendaya – Euphoria |       |
| 2021 | Andra Day        | The United States vs. Billie Holiday   | - Angela Bassett – 9-1-1 - Issa Rae – Insecure - Jurnee Smollett – Birds of Prey - Viola Davis – How to Get Away with Murder - Zendaya – Euphoria |       |
| 2022 | Zendaya          | Euphoria                               | - Aunjanue Ellis – King Richard - Coco Jones – Bel-Air - Issa Rae – Insecure - Jennifer Hudson – Respect - Mary J. Blige – Power Book II: Ghost - Queen Latifah – The Equalizer - Quinta Brunson – Abbott Elementary - Regina King – The Harder They Fall | [ 3 ] |
| 2023 | Angela Bassett   | 9-1-1                                  | - Coco Jones – Bel-Air - Janelle James – Abbott Elementary - Janelle Monáe – Glass Onion: A Knives Out Mystery - Keke Palmer – Human Resources - Viola Davis – The Woman King                                                                             |       |
| 2023 | Angela Bassett   | Black Panther: Wakanda Forever         | - Coco Jones – Bel-Air - Janelle James – Abbott Elementary - Janelle Monáe – Glass Onion: A Knives Out Mystery - Keke Palmer – Human Resources - Viola Davis – The Woman King                                                                             |       |
| 2024 | Regina King      | Shirley                                | - Angela Bassett – Damsel - Ayo Edebiri – Spider-Man: Across the Spider-Verse - Coco Jones – Bel-Air - Danielle Brooks – The Color Purple - Fantasia – The Color Purple - Halle Bailey – The Little Mermaid - Issa Rae – American Fiction                 |       |